# Indefatigable (Schiff, 1911)
Die HMS Indefatigable (deutsch: Die Unermüdliche) war ein Schlachtkreuzer der Royal Navy und das Typschiff der Indefatigable-Klasse. Dies war eine vergrößerte und verlängerte Version der Invincible-Klasse. Anfangs im Mittelmeer im Einsatz, wurde sie 1915 der Grand Fleet in Scapa Flow zugeteilt und nahm an der Skagerrakschlacht am 31. Mai 1916 teil. Dort wurde sie vom deutschen Schlachtkreuzer Von der Tann versenkt. Beim Untergang kam bis auf zwei Männer die gesamte Besatzung von über 1000 Mann ums Leben.

## Geschichte

### Vorkriegszeit
Am 23. Februar 1909 erfolgte die Kiellegung der Indefatigable im Devonport Dockyard in Plymouth. Sie lief am 28. Oktober 1909 vom Stapel und wurde am 24. Februar 1911 fertiggestellt. Bei Indienststellung wurde die Indefatigable der 1st Cruiser Squadron zugewiesen, die im Januar 1913 in die 1st Battlecruiser Squadron umbenannt wurde. Im Dezember 1913 verlegte das Schiff ins Mittelmeer, wo es zur 2nd Battlecruiser Squadron trat.

### Jagd auf die Mittelmeerdivision

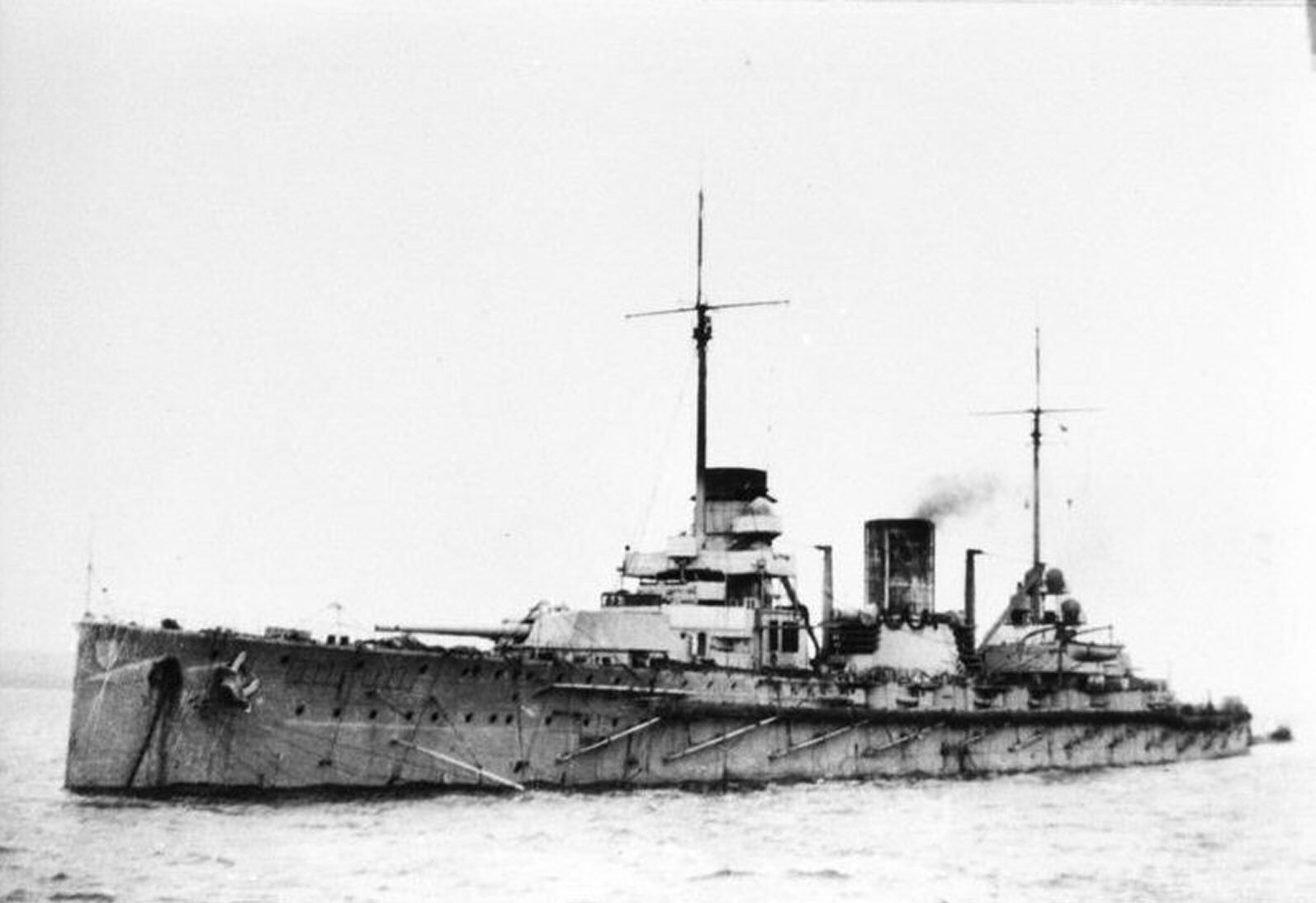
Goeben

Der Befehlshaber der britischen Mittelmeerflotte, Admiral Sir Archibald Berkeley Milne, hatte die ihm zur Verfügung stehenden Schiffe bei den sich mehrenden Anzeichen auf einen bevorstehenden Krieg nach Malta zusammengezogen. Am 2. August sandte er seinen Vertreter, Konteradmiral Ernest Troubridge, mit zwei Schlachtkreuzern, vier Panzerkreuzern, einem Leichten Kreuzer und acht Zerstörern Richtung Adria, um ein Ausbrechen der österreichischen Marine zu verhindern. Ein weiterer Leichter Kreuzer, die Chatham, wurde nach Messina entsandt, um die deutsche Mittelmeerdivision, bestehend aus dem Schlachtkreuzer Goeben und dem Kleinen Kreuzer Breslau, zu beobachten, deren dortiges Einlaufen gemeldet worden war. Chatham fand die Deutschen dort nicht mehr und suchte die Nordküste Siziliens nach ihnen ab.
Die britische Admiralität befürchtet nun ein Ausbrechen der Deutschen in den Atlantik und befahl die Verlegung von Schlachtkreuzern nach Gibraltar. Milne zog darauf per Funk die Indefatigable und die Indomitable von Troubridges Verband wieder ab und schickte sie nach Westen.
Am 4. August um 10:32 Uhr begegneten sie den Deutschen nördlich Bône auf dem Rückmarsch nach Messina. Sie hatten am Morgen die algerischen Häfen Philippeville und Bône beschossen. Da Deutschland und Großbritannien sich noch nicht im Krieg befanden, wendeten die britischen Schlachtkreuzer, um der Goeben zu folgen, die versuchte, mit Höchstfahrt zu entkommen. Allerdings erreichte sie mit ihren beschädigten Kesseln nur 22 bis 24 kn. Die schnellere Breslau versuchte mehrfach, durch seitliches Weglaufen die Briten auseinanderzuziehen, was nicht gelang. Die aus Bizerta herbeibefohlene Dublin kam ab Mittag als weiterer Verfolger hinzu. Aber auch die britischen Schlachtkreuzer hatten Kesselprobleme. Goeben und Breslau liefen ihnen stetig davon und ab 16:45 Uhr war nur noch die Dublin in Kontakt mit den Deutschen. Bei Nebel und einbrechender Dunkelheit verlor auch sie diesen um 19:37 Uhr vor Cape San Vito an der Nordküste Siziliens. Die Deutschen hatten den Beweis erbracht, die schnelleren Schiffe zu haben und die Briten davon überzeugt.
Die Breslau lief am 5. August um 5:15 Uhr in Messina ein, um die Kohlenübernahme vorzubereiten. Die Goeben folgte um 7:45 Uhr, nachdem sie über Funk noch drei Kohlendampfer für den Weg nach Konstantinopel bestellt hatte. Der deutsche Befehlshaber, Konteradmiral Wilhelm Souchon, ging davon aus, in Messina Kohlen nicht in ausreichender Menge zu bekommen. Inzwischen bestand auch Kriegszustand mit Großbritannien und die Italiener machten gleich nach dem Einlaufen deutlich, dass die Neutralitätsvorschriften einzuhalten seien. Auch die britische Mittelmeerflotte hatte Weisung der Admiralität, die italienische Neutralität zu beachten und sich außerhalb einer Sechs-Meilen-Zone zu halten, was ein Einlaufen in die Straße von Messina ausschloss. Milne beließ daher Indomitable und Indefatigable am nördlichen Ende der Straße von Messina, da er einen erneuten Angriff der Deutschen auf die französischen Truppentransporte von Nordafrika nach Frankreich erwartete. Troubridge hatten seinen Leichten Kreuzer, die Gloucester, südlich Messina belassen und seinen Marsch Richtung Adria fortgesetzt, da seine Zerstörer Kohlen benötigten. Milne entließ auch die Indomitable nach Bizerta zum Kohlen, da sie dort besser positioniert sei, um einem deutschen Vorstoß ins westliche Mittelmeer zu begegnen, nachdem er mit seinem Flaggschiff Inflexible zu den beiden anderen Schlachtkreuzern gestoßen war.
Die Deutschen verließen am Abend des 6. August Messina, täuschten eine Weile einen Marsch Richtung Adria vor, um dann nach Osten Richtung Ägäis und Türkei zu laufen. Die Gloucester unterrichtete fortlaufend über den Kurs. Milne glaubte an eine Wendung nach Westen und blieb mit den Schlachtkreuzern Inflexible und Indefatigable westlich von Sizilien, lief nach Malta, um Kohlen zu ergänzen und dann mit allen drei Schlachtkreuzern kurz nach Mitternacht am 8. August mit gemächlichen 12 kn aus. Souchon hatte schon über acht Stunden früher Kap Matapan passiert. Als Milne in der Nacht noch einen Funkspruch erhielt, der fälschlich erklärte, man stünde im Krieg mit Österreich-Ungarn, sicherte er auch weiter gegen die Adria, obwohl er am Morgen erfuhr, dass die Nachricht vom Kriegszustand falsch war. Erst am 9. August, zwei Tage nachdem die Goeben in der Ägäis verschwunden war, erhielt er den klaren Befehl, ihre Verfolgung aufzunehmen. Milne glaubte nicht, dass Souchon zu den Dardanellen marschiere und bewachte nur die Ausgänge der Ägäis. Die Deutschen hatten genügend Vorsprung gewonnen, um sich in der Ägäis mit einem Kohlendampfer zu treffen, ihre knappen Vorräte zu ergänzen und die politische Entscheidung zur Verlegung in die Türkei abzuwarten. Sie liefen am 10. August in die Dardanellen ein.
Die Übergabe der deutschen Schiffe an die türkische Marine und die Beschlagnahme der in Großbritannien zur Ablieferung anstehenden türkischen Schlachtschiffe Reshadije und Sultan Osman I. trug wesentlich zum schnellen Beitritt der Türkei in den Krieg auf Seiten der Mittelmächte bei.

### Weiterer Einsatz im Mittelmeer
Am 3. November 1914 befahl Winston Churchill den ersten britischen Angriff auf die Dardanellen, nachdem der Krieg zwischen der Türkei und Russland ausgebrochen war. Den Angriff führten die britischen Schlachtkreuzer Indomitable und Indefatigable mit den älteren französischen Linienschiffen Suffren und Vérité. Mit dem Angriff wollte man die Stärke der Befestigungen und das Maß der türkischen Reaktion feststellen. Die Ergebnisse waren wenig ermutigend. Während der 20-minütigen Beschießung traf nur ein Geschoss das Magazin des Forts Sedd el Bahr an der Spitze der Halbinsel Gallipoli, das explodierte und durch den Schutt sowie die Druckwelle zeitweise zehn Geschütze außer Gefecht setzte und 86 türkische Soldaten tötete.

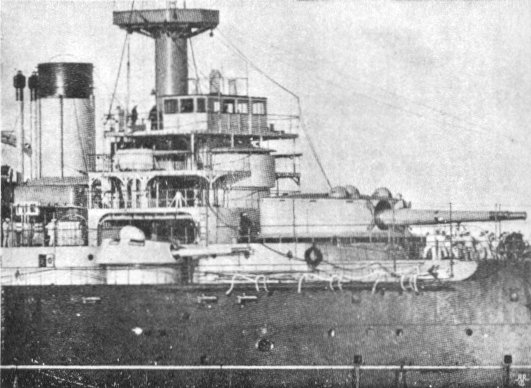
Suffren

Die wichtigste Folge der Beschießung war, dass die Türken erkannten, wo sie ihre Befestigungen zu verstärken hatten und dass sie ihre Minenfelder erweiterten. Der Angriff fand vor der formalen Kriegserklärung statt, die von Seiten Großbritanniens erst am 6. November erfolgte. Die Indefatigable verblieb im Mittelmeer, bis sie am 24. Januar 1915 durch die Inflexible abgelöst wurde und nach Malta zur Überholung laufen konnte. Nach deren Abschluss wurde sie am 14. Februar nach England verlegt.

### Einsatz bei der Grand Fleet
In Großbritannien wurde die Indefatigable der 2nd Battlecruiser Squadron unterstellt. Sie war im April und Mai 1916 zeitweise Flaggschiff der 2nd BCS, da sich ihr Schwesterschiff Australia nach einer Kollision mit der New Zealand in Reparatur befand. Die Indefatigable war Teil der Battlecruiser Fleet des Vizeadmirals David Beatty im Mai 1916. In der Skagerrakschlacht am 31. Mai 1916 bestand die 2nd BCS aus der New Zealand (Flaggschiff von Konteradmiral William Christopher Pakenham) und der Indefatigable unter Captain C.F. Sowerby. Die Australia befand sich wegen der Kollision vom 22. April noch in der Reparatur.
Hippers Schlachtkreuzer entdeckten die Battlecruiser Fleet in westlicher Richtung um 15:20 Uhr etwa zehn Minuten vor den Briten, die dann sofort den Kurs änderten, um den Deutschen den Rückweg abzuschneiden. Gleichzeitig befahl Beatty der führenden 2nd BCS, ans Ende zurückzufallen. Hipper befahl eine Wende nach Backbord, um einen südöstlichen Kurs, weg von den britischen Geschwadern, aufzunehmen. Außerdem reduzierte er die Geschwindigkeit auf 18 kn, um den drei Kleinen Kreuzern der II. Aufklärungsgruppe das Aufschließen zu erleichtern. Durch seinen neuen Kurs marschierte Hipper auf die Hochseeflotte zu, die etwa 60 sm (111 km) vor ihm war. Auch Beatty änderte seinen Kurs erneut, da er noch zu nördlich war, um Hipper tatsächlich abschneiden zu können. Es begann die Phase der Schlacht, die im Englischen als 'Run to the South' bezeichnet wird und in der die Schlachtkreuzer fast parallel liefen. Als die Entfernung sich auf 16 km verkürzt hatte, eröffneten die Deutschen um 15:48 Uhr das Feuer, das sofort beantwortet wurde. Nur die beiden führenden Schiffe, Lion und Princess Royal, hatten ihre Positionen erreicht, während die anderen noch etwas versetzt liefen.

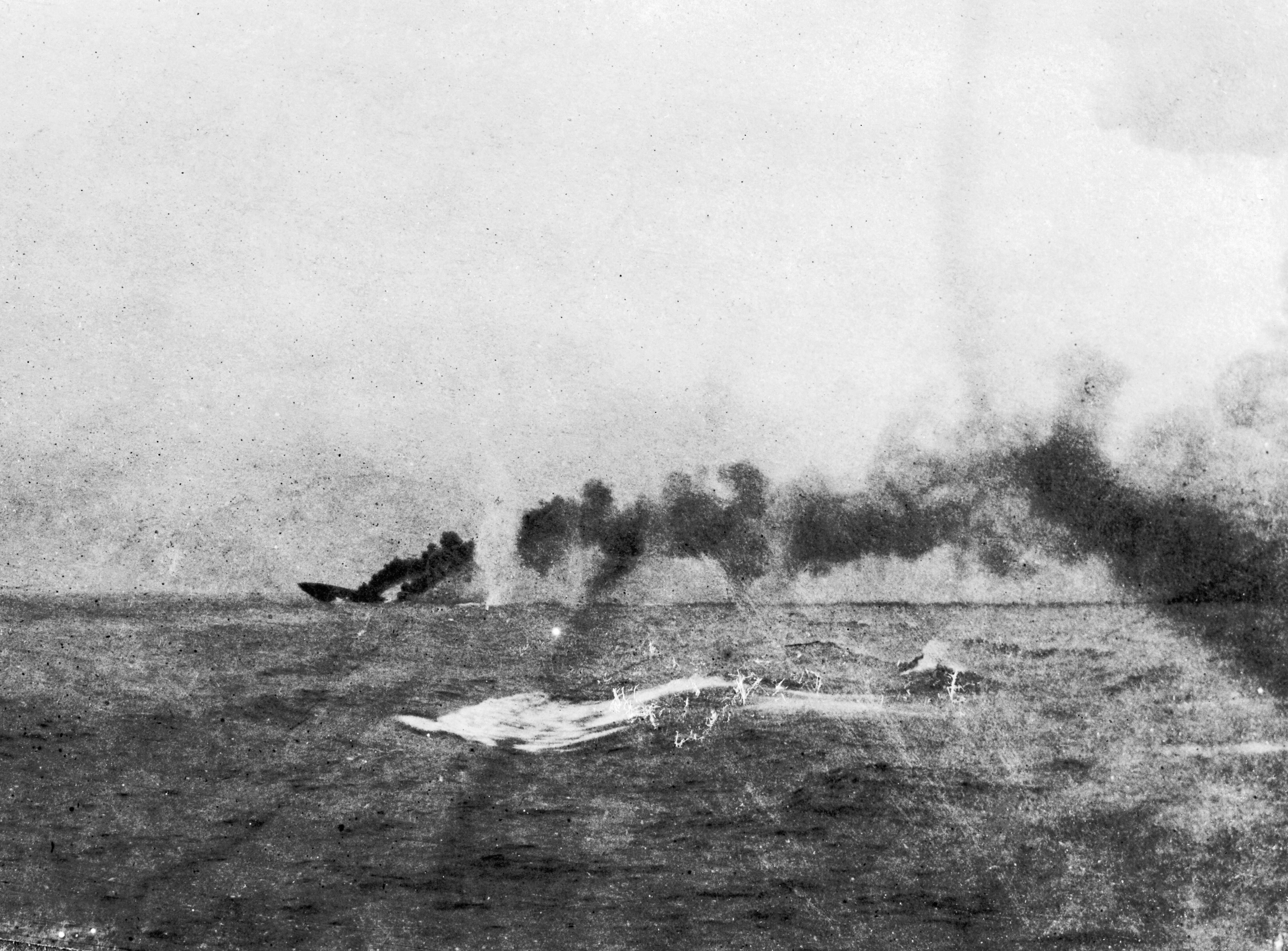
Die sinkende Indefatigable

Die Indefatigable war schon am Ende der Gruppe, stand aber am weitesten im Westen und die New Zealand vor ihr etwas östlicher. Das deutsche Feuer war präzise, während die Engländer die Distanz zu den Deutschen etwas überschätzt hatten. Die Indefatigable beschoss die Von der Tann, während die New Zealand auf die Moltke zielte, ohne selbst beschossen zu werden. Um 15:54 Uhr war die Entfernung auf unter 12 km gefallen. Beatty befahl, etwas nach Steuerbord abzufallen, um die Entfernung zu halten. Gegen 16:00 Uhr wurde die Indefatigable von zwei oder drei Granaten der Von der Tann im Bereich des hinteren Turmes getroffen, fiel nach Steuerbord ab und bekam Schlagseite. Bei der nächsten Salve wurde sie erneut im Vorschiff und auf dem vorderen Turm getroffen und explodierte um 16:03 Uhr, da offensichtlich alle Magazine getroffen worden waren. Die Von der Tann hatte bis dahin 52 28-cm-Geschosse abgefeuert.
Die Indefatigable sank und nahm 1.015 Mann mit sich. Nur zwei Überlebende konnten vom deutschen Torpedoboot S 68 aufgenommen werden.

## Das Wrack
Das Wrack der Indefatigable ist heute schwer zu lokalisieren. Abbrucharbeiten während der 1950er-Jahre sollen heute nur noch einen Haufen kleiner Metallstücke übrig gelassen haben. Wie andere Wracks der Skagerrakschlacht auch ist das Wrack der Indefatigable seit dem 31. Mai 2006 ein „protected place“ gemäß dem Protection of Military Remains Act von 1986, um weiteres Suchen am Grab der über 1.000 Seeleute zu unterbinden. Es darf zwar von außen durch Taucher betrachtet werden, aber das Eindringen, das Sammeln von Souvenirs oder Bergungsarbeiten sind verboten.
1917 wurde der Mount Indefatigable in den kanadischen Rocky Mountains nach dem Schlachtkreuzer benannt.

## Technik

### Schiffsmaße
Das Schiffe hatte eine Gesamtlänge von 179,80 m, eine Länge zwischen den Loten von 169 m und eine Breite von 24,40 m. Der Tiefgang betrug 9,10 m. Die Verdrängung lag zwischen 18.800 t und 22.485 t.

### Antrieb
Die Indefatigable war mit vier Parsonsturbinen ausgestattet, die jeweils eine Welle antrieben und insgesamt 43.000 Shp (31.626 kW) entwickelten, mit der sie eine Höchstgeschwindigkeit von 25 Knoten (46 km/h) ermöglichten. Der Dampf wurde von 31 Babcock & Wilcox-Wasserrohrkesseln geliefert. Das Schiff konnte maximal 3393 t. Kohle bzw. 883 t. Heizöl mitführen, was ihm bei 10 Knoten (19 km/h) eine Reichweite von 6.330 Seemeilen (11.723 km) ermöglichte. Die Besatzung des Schiffes bestand aus 800 Offizieren und Mannschaft.

### Bewaffnung
Die Hauptbewaffnung der Indefatigable bestand aus acht 305-mm-Geschützen in vier hydraulisch angetriebenen Doppeltürmen des Typs BVIII*. Zwei Türme waren vorn und achtern in der Mittschiffslinie angeordnet, die als 'A' beziehungsweise 'X' bezeichnet wurden. Die beiden anderen Türme befanden sich im Mittelschiff und waren diagonal versetzt. 'P' war der vordere auf der Backbordseite etwa auf Höhe des mittleren Schornsteins, 'Q' war etwas weiter achtern auf der Steuerbordseite. Die Türme 'P' und 'Q' hatten eine begrenzte Fähigkeit, auch zur gegenüberliegenden Seite zu feuern. Die Sekundärbewaffnung des Schlachtkreuzers bestand aus sechzehn 101-mm-Geschützen in den Aufbauten. Dazu verfügte die Indefatigable über zwei 450-mm-Unterwasser-Breitseit-Torpedorohre auf jeder Seite des Turms X. Für die beiden Torpedorohre standen zwölf Torpedos zur Verfügung.

### Panzerung
Die Indefatigable hatte einen Panzergürtel aus Krupp-Zementstahl. Er erstreckte sich über die gesamte Länge des Schiffes. Mittschiffs war er 152 mm dick und endete in 76 bis 114 mm starken Querschotten. Hinter den 178 mm dicken Barbetten verjüngte er sich bis zum Bug und Heck auf 64 mm. Die Geschütztürme waren rundherum mit 178 mm gepanzert und hatten ein 76 mm dickes Dach. Die gepanzerten Decks hatten eine Stärke von 25 bis 51 mm. Der vordere Kommandoturm war mit 254 mm gepanzert und hatte ebenfalls ein 76 mm dickes Dach.